# Paralaophonte majae
Paralaophonte majae är en kräftdjursart som beskrevs av Petkovski 1964. Paralaophonte majae ingår i släktet Paralaophonte och familjen Laophontidae. Inga underarter finns listade i Catalogue of Life.